# زکساو
زکساو (به آلمانی: Sexau) یک شهر در آلمان است که در امندینگن واقع شده‌است. زکساو ۳٬۲۲۵ نفر جمعیت دارد.